# Incident de frontière
Ne doit pas être confondu avec Litige frontalier.
Pour le film homonyme, voir Incident de frontière (film).
Les incidents de frontières ont lieu aux frontières communes d'États. Ils ont souvent lieu entre pays dits « ennemis », où la frontière est contestée (litige frontalier) par les parties, et peuvent être exploités à des fins nationalistes. Selon les cas, ils sont résolus par la guerre ou la négociation.
Les incidents peuvent être causés par l'entrée de soldats ou garde-frontières sur un territoire étranger avec leurs armes, ce qui peut être considéré comme un casus belli. Ils peuvent aussi être fabriqués, comme l'opération Himmler, prétexte de l'Allemagne nazie pour envahir la Pologne en 1939,. Enfin, ils peuvent être provoqués par des pratiques transfrontalières comme le braconnage.
La Cour internationale de justice, établie en 1946 par l'ONU et qui succède à la Cour permanente de justice internationale, a pour mission de régler les litiges entre les États. Ses arrêts ne sont cependant pas forcément reconnus par les parties, en vertu de la souveraineté de ceux-ci. 